# 一週間フレンズ。
『一週間フレンズ。』（いっしゅうかんフレンズ）は、葉月抹茶による日本の漫画作品。『月刊ガンガンJOKER』（スクウェア・エニックス）で2011年9月号で読み切り掲載、2012年2月号から2015年2月号まで連載された。後に同じ作者の次回作である「僕が僕であるために。」の巻末に大学生編が連載され、『月刊ガンガンJOKER』にて2021年5月号より続編『その後の一週間フレンズ。』（そのごのいっしゅうかんフレンズ）が連載中。
4コマ漫画とストーリー型式漫画のミックスで、主に後半がストーリー型のレイアウトとなっている。2017年2月時点でコミックス累計発行部数は170万部を突破している。
メディアミックスとして、2014年4月から6月までテレビアニメが放送された。また同年11月には舞台公演も行われ、さらに2017年2月には実写映画が公開された。

## あらすじ
高校生・長谷祐樹は、いつも一人きりでいるクラスメイトの藤宮香織と仲良くなりたいと思い、彼女に近づこうとする。しかし、彼女はそれを頑なに拒む。その理由は、「1週間で友達との記憶を無くしてしまう」からだった…。
だが、それでも祐樹はひたむきに、香織との仲を紡いでいこうとする。祐樹の親友でクールな桐生将吾や、天然系の忘れっぽい性格の山岸沙希との交流を通して、香織は少しずつだが友達のことを記憶できるようになっていく。
そんな中、香織の小学校の頃のクラスメイトの九条一が転校してきた事から、香織は再び記憶を失ってしまう。小学生時代、仲の良かった二人は、それが元で親友だった女子たちから非難され、そのショックから香織は記憶を失ってしまったのだ。記憶喪失の原因を思い出し乗り越えたことで、香織の症状は改善の兆候を見せ、祐樹との関係も変化していく……。

## 登場人物
※ 声はテレビアニメキャスト、演は（舞）が舞台キャスト、（映）が映画キャスト。
長谷 祐樹（はせ ゆうき）
声 - 山谷祥生、演 - 岡山智樹（舞）、山﨑賢人（映）
身長：169.7cm / 体重：57kg / 誕生日：7月14日 / 血液型：O型
本作の主人公。高校2年生。香織と仲良くなりたいと考えている。
純粋で真っすぐな性格で、いつも香織のことを気にかけている。その単純さから、将吾に考えを読まれることが多い。嫉妬深い一面があり、香織とのケンカの原因になったこともある。
数学が苦手で、担当の教師にも呆れられるほどの成績である（「5月の時点で心配になる生徒は初めて」と言われるほど）。
香織の幼馴染である一の登場以降、自分が香織に対してできることは何もないのではと考えるようになり、香織の過去を知った後は、一と自分を重ねてしまい、しばらく香織と積極的に関わることをさけていた。
アニメ版のおまけ4コマ漫画では香織に対する好意がより強調され、香織と親しい沙希や香織の過去を知っている一に原作以上に嫉妬したり、香織の寝顔や仕草を見るのを楽しむなど将吾に呆れ返られている（ただし、本人もさすがにまずいと思っている）。
実写映画版では漫画研究会に所属しており、沙希とは幼馴染という設定になっている。
藤宮 香織（ふじみや かおり）
声 - 雨宮天、演 - 岡野真也（舞）、川口春奈（映）
身長：161.4cm / 体重：47kg / 誕生日：12月1日 / 血液型：A型
本作のヒロイン。祐樹のクラスメイト。小学生時代にある出来事が原因で「1週間で友達との記憶を無くしてしまう」という障害を持ってしまった。それ以来人付き合いをしたがらなかったが、山岸と友達になったことがきっかけで、クラスメイトと徐々にだが打ち解けるようになっている。
友人との記憶は週末にリセットされ、月曜の登校時にはそれがまっさらな状態になっている。なお家族との記憶や友達でない人との記憶は無くしていない。
普段はクラスで冷たい人を演じているが、心を許した相手には人懐っこい本来の顔を見せる。今まで友達がいなかったため、カラオケなどの遊びに疎い。
得意教科は数学で、クラスの数学係を務めている。小テスト作りを手伝った報酬に屋上の鍵を井上から貰う。
長谷のことは好きとは述べているものの、そのレベルは数学が好きなのと同じである。しかし長谷が別の女の子と親しそうに会話をする所を見ると強い嫉妬を感じるなど、無自覚ではあるが異性として意識しているようである。
幼馴染である一の登場により記憶に一部変化が見られるようになる。その結果、祐樹との記憶にも変化が見られるようになった。
祐樹の香織への関わり方の変化もあってか冬休みにおいて遊びに誘われなかったことを気にしている。
桐生 将吾（きりゅう しょうご）
声 - 細谷佳正、演 - 戸谷公人（舞）、松尾太陽（超特急）（映）
身長：175.6cm / 体重：64kg / 誕生日：1月29日 / 血液型：O型
祐樹の親友。いつもテンションが低く、思ったことをはっきり言うタイプだが面倒見が良く、奥手な祐樹や香織にいつも助言をしている。
授業中いつも寝ているが、成績優秀で雑学にも詳しい。
実は女子に人気があるが、将吾本人は実姉妹のせいで女子が苦手。
山岸 沙希（やまぎし さき）
声 - 大久保瑠美、演 - 川上ジュリア（舞）、高橋春織（映）
身長：149.2cm / 体重：41kg / 誕生日：2月23日 / 血液型：AB型
祐樹や香織のクラスメイトで、天然キャラ。将吾とは小学校で同級生だった。
クールな香織に惹かれ、香織の友達になりたがっており、結果的にクラスに香織の素顔を見せるきっかけを与え、香織にとって最初の同性の友達となった。
さまざまなことを香織とは違う意味ですぐに忘れるため、他の人に頼っている。そのため将吾には「他力本願」と思われている。
小柄で忘れっぽい性格のせいで、小学生の頃はいじめられっ子だった。そのため、誰かに甘えつつもその顔色を窺う癖がある。
実写映画版では学級委員で、祐樹とは幼馴染という設定になっている。親は美容師。忘れやすいという設定はカットされている。
九条 一（くじょう はじめ）
声 - 浅沼晋太郎、演 - 上杉柊平（映）
身長：170.8cm / 体重：59kg / 誕生日：9月18日 / 血液型：B型
2学期に祐樹・香織のクラスに転入してきた、香織の幼馴染。
整った容姿をしており女子からは人気があるが、本人は冷めた性格をしており嫌味を言うことも少なくない。しかし自身の弱点を隠そうとしたりゲームを勝つまで続けるなど年相応の負けず嫌いな面も存在する。
転入初日に香織を「裏切り者」と称し祐樹の反感を買ったが明らかに香織のことを意識しており、過去と違ってしまった彼女について悩むこともあった。
祐樹と打ち解けた後は彼の仲介で香織とも和解し友人として接している。
藤宮 志穂（ふじみや しほ）
声 - 中原麻衣、演 - 中込佐知子（舞）、国生さゆり（映）
身長：162.7cm / 体重：54kg / 誕生日：7月1日 / 血液型：A型
香織の母親。若々しく明るい、心優しい女性。自身のことを「香織ママ」と呼ぶ
娘のために何もできないことを歯がゆく感じながらも、前向きに見守っている。
祐樹のことを香織の彼氏と勘違いしている節もあったが、信頼できる人であるとも認識しており、彼女が健忘症になった詳細を話してくれている。
井上 潤（いのうえ じゅん）
声 - 間島淳司、演 - 長内亮太（舞）、戸次重幸（映）
身長：174.2cm / 体重：65kg / 誕生日：2月4日 / 血液型：O型
祐樹たちの担任の教師。29歳。担当は数学。赤点を取っている祐樹のことをあきれながらも心配している。
香織の症状を知っている数少ない人物で、彼の図らいにより普段は使用が禁じられている屋上を香織に使わせている。
芹沢 舞子（せりざわ まいこ）
声 - 角元明日香
身長：162.8cm / 体重：48kg / 誕生日：5月11日 / 血液型：B型
祐樹や香織のクラスメイトで、沙希の友人。ミーハーな性格で、沙希のことを甘やかす。祐樹と香織の関係を気にしている。
西村 藍（にしむら あい）
声 - 田辺留依
身長：158.3cm / 体重：46kg / 誕生日：11月9日 / 血液型：A型
祐樹や香織のクラスメイトで、沙希の友人。しっかり者でみんなのまとめ役。舞子と同じく、祐樹と香織の関係を気にしている。
太田（おおた）、山里（やまざと）
声 - 上田麗奈（太田）、夏川椎菜（山里）
一の友人で、香織とは小学校時代の同級生。香織が記憶障害になった原因を知っている。
重原 直美（しげはら なおみ）
香織の元友人で、太田や山里とは小学校時代の同級生。一をめぐって香織を記憶障害に追い込んだ張本人。アニメ版に回想でのみ登場。
実写映画版については#キャスト（映画）を参照。

## 書誌情報

### 単行本
- 葉月抹茶 『一週間フレンズ。』 スクウェア・エニックス〈ガンガンコミックスJOKER〉、全7巻
  1. 2012年6月22日発売、ISBN 978-4-7575-3633-3
  2. 2012年11月22日発売、ISBN 978-4-7575-3796-5
  3. 2013年4月27日発売、ISBN 978-4-7575-3953-2
  4. 2013年11月22日発売、ISBN 978-4-7575-4137-5
  5. 2014年3月22日発売、ISBN 978-4-7575-4256-3
  6. 2014年7月22日発売、ISBN 978-4-7575-4361-4
  7. 2015年4月22日発売、ISBN 978-4-7575-4435-2
    - 初回限定特装版、ISBN 978-4-7575-4434-5

### 関連書籍
- ファンブック（第5.5巻）「トモダチのキオク。」2014年3月22日発売、ISBN 978-4-7575-4257-0
- ファンブック（第7+1巻）「友達ブック。」2015年5月22日発売、ISBN 978-4-7575-4647-9

## テレビアニメ
2014年4月から6月までTOKYO MX、MBS、テレビ愛知、BS11、AT-Xにて放送された。終盤の展開が原作とは異なる展開になっている。

### スタッフ（アニメ）
- 原作 - 葉月抹茶
- 監督 - 岩崎太郎
- シリーズ構成 - 菅正太郎
- キャラクターデザイン・総作画監督 - 山﨑絵里
- 美術 - 伊藤聖
- 美術設定 - ヘッドワークス
- 色彩設計 - 歌川律子
- 撮影 - 塩川智幸
- 編集 - 今井大介
- 音響監督 - 本山哲
- 音楽 - 戸田色音
- 音楽制作 - 東宝
- 音楽プロデューサー - 三上政高
- 音楽ディレクター - 小林健樹
- チーフプロデューサー - 藤田雅規
- プロデューサー - 吉澤隆、清水美佳、麻生一宏、石川雅樹、永瀬智人、大室正勝
- アニメーションプロデューサー - 佐藤由美
- アニメーション制作 - ブレインズ・ベース
- 製作 - 「一週間フレンズ。」製作委員会

### 主題歌
「虹のかけら」
昆夏美によるオープニングテーマ。作詞・作曲は川嶋あい、編曲は宮崎誠。
「奏（かなで）」
藤宮香織（雨宮天）によるエンディングテーマ。作詞・作曲は大橋卓弥、常田真太郎、編曲は川田瑠夏。
スキマスイッチによる同名曲のカバーであり、これを機会に雨宮がフジテレビ『ミュージックフェア』（2014年7月5日放送）に出演し、スキマスイッチ、同時期に同曲をカバーしたクリス・ハートと共演した。

### 各話リスト
| 話数 | サブタイトル                      | 脚本       | 絵コンテ | 演出     | 作画監督                                             |
| ---- | --------------------------------- | ---------- | -------- | -------- | ---------------------------------------------------- |
| #1   | 友達のはじまり。                  | 菅正太郎   | 岩崎太郎 | 岩崎太郎 | 山﨑絵里                                             |
| #2   | 友達との過ごし方。                | 菅正太郎   | 佐山聖子 | 佐山聖子 | 高野綾、吉田奏子 山﨑絵里                            |
| #3   | 友達の友達。                      | 菅正太郎   | 田中雄一 | 有江祐樹 | 小池恵、津田崇 馬場竜一、佐々木勅嘉                  |
| #4   | 友達とのけんか。                  | 國澤真理子 | 徳本善信 | 徳本善信 | 大城美幸、川添政和                                   |
| #5   | 新しい友達。                      | 清水恵     | 小柴純弥 | 小柴純弥 | 高野綾、吉田奏子 加藤里香、川添政和                  |
| #6   | 友達の母親。                      | 國澤真理子 | 佐山聖子 | 佐山聖子 | 近藤奈都子                                           |
| #7   | 「ほっ」の友達。 「ふぅ」の友達。 | 菅正太郎   | 福島利規 | 三上喜子 | 谷川亮介、石井久美                                   |
| #8   | 友達と海。                        | 清水恵     | 徳本善信 | 徳本善信 | 近藤奈都子、亀谷響子 大城美幸 斎藤和也（エフェクト） |
| #9   | 友達との最終日。                  | 清水恵     | 中川聡   | 有江勇樹 | 石川慎亮、川添政和 大城美幸、高野綾                  |
| #10  | 友達とトモダチ。                  | 國澤真理子 | 今掛勇   | 川畑喬   | 吉田奏子、市原圭子                                   |
| #11  | 大切なトモダチ。                  | 菅正太郎   | 佐山聖子 | 小柴純弥 | 小谷杏子、石川慎亮 加藤里香、福元敬子 山﨑絵里       |
| #12  | 友達になってください。            | 菅正太郎   | 岩崎太郎 | 岩崎太郎 | 山﨑絵里、大城美幸 川添政和                          |

### 放送局
| 放送期間                | 放送時間                     | 放送局     | 対象地域   | 備考                                 |
| ----------------------- | ---------------------------- | ---------- | ---------- | ------------------------------------ |
| 2014年4月7日 - 6月23日  | 月曜 0:00 - 0:30（日曜深夜） | TOKYO MX   | 東京都     |                                      |
| 2014年4月8日 - 6月24日  | 火曜 2:35 - 3:05（月曜深夜） | 毎日放送   | 近畿広域圏 |                                      |
| 2014年4月9日 - 6月25日  | 水曜 3:05 - 3:35（火曜深夜） | テレビ愛知 | 愛知県     |                                      |
|                         | 水曜 21:00 - 21:30           | AT-X       | 日本全域   | 製作参加 / CS放送 / リピート放送あり |
| 2014年4月14日 - 6月30日 | 月曜 0:30 - 1:00（日曜深夜） | BS11       | 日本全域   | BS放送 / 『ANIME+』枠                |

| 配信開始日    | 配信時間                   | 配信サイト               |
| ------------- | -------------------------- | ------------------------ |
| 2014年4月11日 | 金曜 22:00 - 22:30         | ニコニコ生放送           |
| 2014年4月12日 | 土曜 0:00（金曜深夜） 更新 | ニコニコチャンネル GYAO! |
| 2014年4月14日 | 月曜 12:00 更新            | バンダイチャンネル       |
| 2014年4月18日 | 金曜 12:00 更新            | dアニメストア            |

### BD / DVD
| 巻 | 発売日         | 収録話          | 規格品番   | 規格品番   |
| 巻 | 発売日         | 収録話          | BD         | DVD        |
| -- | -------------- | --------------- | ---------- | ---------- |
| 1  | 2014年6月18日  | 第1話 - 第2話   | TBR-24281D | TDV-24287D |
| 2  | 2014年7月16日  | 第3話 - 第4話   | TBR-24282D | TDV-24288D |
| 3  | 2014年8月20日  | 第5話 - 第6話   | TBR-24283D | TDV-24289D |
| 4  | 2014年9月17日  | 第7話 - 第8話   | TBR-24284D | TDV-24290D |
| 5  | 2014年10月15日 | 第9話 - 第10話  | TBR-24285D | TDV-24291D |
| 6  | 2014年11月19日 | 第11話 - 第12話 | TBR-24286D | TDV-24292D |

### CD
| タイトル                                   | 発売日         | 規格品番   |
| ------------------------------------------ | -------------- | ---------- |
| 一週間フレンズ。オリジナルサウンドトラック | 2014年9月17日  | THCA-60039 |
| ドラマCD 一週間フレンズ。あれからの友達。  | 2014年10月29日 | TBCD-0316  |

### 香織の日記
第2話放送後から公式サイトで配信された音声メッセージ。TOKYO MX（毎週日曜24時00分）放送後に更新され1週間限定で配信。本編とリンクした内容で、劇中で書き綴った香織の日記をフルボイスで朗読する。
Blu-ray&DVD各巻には、映像と音楽を追加し新たに編集した特別版を収録。公式サイト配信時には日付はなかったが、特別版で記載されている。
| 話数 | サブタイトル  | 収録巻 |
| ---- | ------------- | ------ |
| #2   | 5月22日木曜日 | Vol.1  |
| #3   | 6月9日月曜日  | Vol.2  |
| #4   | 6月25日水曜日 | Vol.2  |
| #5   | 6月27日金曜日 | Vol.3  |
| #6   | 7月3日木曜日  | Vol.3  |
| #7   | 7月11日金曜日 | Vol.4  |
| #8   | 8月18日月曜日 | Vol.4  |
| #9   | 8月31日日曜日 | Vol.5  |
| #10  | 9月8日月曜日  | Vol.5  |
| #11  | 11月7日金曜日 | Vol.6  |
| #12  | 1月8日木曜日  | Vol.6  |

### コラボ商品
「ベーカリー&カフェ ルパ」とタイアップし、2014年4月26日より桜ヶ丘店（京王聖蹟桜ヶ丘ショッピングセンター1階）にて作中に登場するパン“たまコッペ”を販売した。また、広告協力を京王電鉄が行っており、EDスタッフロールでも宣伝協力「京王グループ」としてクレジットされている。

## 舞台
2014年11月14日から11月24日までCBGKシブゲキ!!にて上演された。

### キャスト（舞台）
- 玉城莉奈
- 富澤衿香
- 中川知子
- 葛堂里奈

### スタッフ（舞台）
- 原作 - 葉月抹茶（『月刊ガンガンJOKER』スクウェア・エニックス刊）
- 演出 - 堀江慶 (CORNFLAKES)
- 演出補佐 - 山本タク
- 照明 - 橋本剛（コローレ）
- 音響 - 佐川敦 (Sammy Sound)
- 音楽 - 戸田色音
- 宣伝写真 - 渡辺慎一
- 舞台監督 - 田中翼
- プロデューサー - 小野奈緒（ムービックプロモートサービス）、西田知佳（ぴあ）、宮原麻子 (CORNFLAKES)、中崎裕介（東京音協）
- 企画協力 - 東宝、スクウェア・エニックス
- 主催 - 舞台「一週間フレンズ。」製作委員会
- 制作 - ムービックプロモートサービス、ぴあ、CORNFLAKES、東京音協

## 映画
2017年2月18日に松竹配給で公開された。監督は村上正典。主演は川口春奈と山﨑賢人のダブル主演。松竹制作作品ではあるが、TOHO animationで制作されたテレビアニメ版で祐樹と香織を演じた山谷祥生と雨宮天の両名も何らかの形で声の出演をすることになっているほか、主題歌もアニメ版ED曲と同じ「奏」を使用するなど、アニメ版との緩やかな連携を取っている。また、2017年2月15日にサウンドトラックCD、2017年8月2日にブルーレイ・DVDが発売された。

### キャスト（映画）
映画オリジナルキャラクター
近藤 まゆ
演 - 古畑星夏
香織の中学時代の友人。原作の重原直美に相当する。
藤宮 隆之
演 - 甲本雅裕
香織の父。
フミ
演 - 伊藤沙莉
図書委員。
古文教師
演  - 岡田圭右（ますだおかだ）
医師・神崎
演 - 岩瀬亮
香織の主治医。
卒業式のアナウンス
声 - 山谷祥生
校内アナウンス
声 - 雨宮天

### スタッフ（映画）
- 原作 - 葉月抹茶「一週間フレンズ。」（ガンガンコミックスJOKER / スクウェア・エニックス刊）
- 監督 - 村上正典
- 脚本 - 泉澤陽子
- 脚本協力 - 吉田玲子
- 音楽 - やまだ豊
- 主題歌 - スキマスイッチ「奏（かなで） for 一週間フレンズ。」
- 製作総指揮 - 大角正
- 製作代表 - 武田功、木下直哉、中山良夫、佐野真之、松浦克義、大川ナオ、堀口壽一
- エグゼクティブプロデューサー - 関根真吾
- プロデューサー - 石塚慶生、寺西史、関谷正征
- アソシエイトプロデューサー - 秋山直樹、三好英明
- 撮影 - 藤本信成
- 照明 - 和田雄二
- 録音 - 関根光晶
- 美術 - 山下杉太郎
- 編集 - 山本正明
- スクリプター - 小原菁子
- デザイン - 中村綾香
- 装飾 - 大村充
- 助監督 - 本間利幸
- パラパラ漫画 - 村上賢太、中村ちはる
- 黒板アート - 三好修平
- ロケ協力 - 東京都立南平高等学校、日野市、日野映像支援隊、多摩大学附属聖ヶ丘中学校・高等学校 ほか
- 制作協力 - 松竹撮影所、19-juke-（原宿サン・アド）
- 制作・配給 - 松竹
- 制作プロダクション - FCC
- 製作 - 映画「一週間フレンズ。」製作委員会（松竹、木下グループ、日本テレビ放送網、アスミック・エース、スクウェア・エニックス、研音、FCC）